# Ruta Estatal de Nevada 170
La Nevada State Route 170 (Ruta Estatal de Nevada 170 en español) es una carretera estatal en el estado de Nevada. Conecta la Interestatal 15 con  la antigua SR 144. Esta ruta fue, una vez, parte de la U.S. Route 91, que transcurría desde Sweetgrass (Montana) a Long Beach (California)